# Пастернак Віктор Миколайович
Пастернак Віктор Миколайович (1947—2007) — український медик, ортопед-травматолог, колишній керівник Донецької клініки поєднаної і множинної травми, професор кафедри травматології, ортопедії і хірургії екстремальних ситуацій ФІПО, завідувач відділу шахтної травми Донецького НДІ травматології та ортопедії Донецького національного медичного університету ім. М. Горького, доктор медичних наук.